# The Chi-Lites
The Chi-Lites was een Amerikaanse soul-zanggroep, die vooral succesvol was in de eerste helft van de jaren 1970.

## Bezetting
- Creadel 'Red' Jones
- Marshall Thompson
- Robert 'Squirrel' Lester (16 augustus 1942 - 21 januari 2010)
- Eugene Record (23 december 1940 - 22 juli 2005)
- Frank Reed (vanaf 1988 tot 2014)

## Geschiedenis
De groep werd opgericht in 1959 door Eugene Record als het trio The Chanteurs. De eerste platen werden, in 1964 door Daran Records, uitgebracht onder een andere naam: The Hi-Lites. Deze en verdere platen, inmiddels als het kwartet The Chi-Lites, kenden tot 1969 geen succes. Een platencontract bij Brunswick Records en de single Give It Away brachten daar verandering in. De song haalde de top 10 van de r&b-hitlijst.
De titelsong van hun tweede lp (For God's Sake) Give More Power to the People zou in 1971 het eerste grote succes brengen. De single plaatste zich in de Amerikaanse singlehitlijst op nummer 26. Hun volgende single Have You Seen Her plaatste zich zowel in de top van de r&b- als de pophitlijst (op nummer 3). Met het nummer Oh Girl stonden The Chi-Lites in mei 1972 een weeklang in de top van de r&b-hitlijst. In 1973 volgden de twee top 40-hits A Letter to Myself en Stoned Out of My Mind. Weliswaar hadden ze nog tot 1975 enkele klasseringen in de Amerikaanse pophitlijst, maar meestal kwamen hun singles in de onderste regionen daarvan terecht. Tot 1976 was de zanggroep vooral ook zeer succesvol in het Verenigd Koninkrijk. Daar behaalden ze een handvol top 10-hits.
Eveneens in 1976 stapte Eugene Record, die de meeste liedjes voor The Chi-Lites had geschreven en geproduceerd, uit de groep en bracht hij drie soloalbums uit bij Warner. De groep stapte over op Mercury Records en wijdde zich aan de toentertijd aangekondigde discosound, maar kon de vorige successen niet meer evenaren. In 1980 werden The Chi-Lites zodanig omgevormd dat de groep weer uit de oorspronkelijke leden bestond. Vanaf dat moment bracht de groep een hele reeks singles uit voor meerdere labels, die in de r&b-hitlijst meer of minder succesvol waren. Met de electrofunk-georiënteerde song Bottom's Up werd in 1983 nog eens een top 10-hit behaald. Record verliet de band opnieuw in 1988 en werd vervangen door Frank Reed, die tot aan zijn overlijden in 2014 leadzanger bij The Chi-Lites bleef. Record zelf overleed al in 2005.
Ook andere artiesten hadden hits met liedjes van The Chi-Lites. Een nieuwe versie van Homely Girl werd in 1989 een top 10-succes voor de Britse reggae-formatie UB40. Nog succesvoller was een jaar later Have You Seen Her als coverversie van de rapper MC Hammer, dat in meerdere landen een hit werd. Paul Young had met zijn versie van Oh Girl in hetzelfde jaar een top 10-succes in de Verenigde Staten.
Medeoprichter Marshall Thompson treedt nog steeds op met jonge muzikanten als de Chi-Lites.
In 2021 kreeg de band een ster op de Hollywood Walk of Fame.

## Discografie

### Singles
- 1969: Let Me Be the One My Daddy Was
- 1970: I Like Your Lovin' (Do You Like Mine)
- 1971: You Are My Woman? (Tell Me So)
- 1971: We Are Neighbours
- 1971: I Want to Pay You Back (For Loving Me)
- 1971: (For God's Sake) Give More Power to the People
- 1971: Have You Seen Her
- 1972: A Lonely Man/The Man & The Woman (The Boy & The Girl)
- 1972: Oh Girl
- 1972: The Coldest Days of My life
- 1972: We Need Order
- 1973: My Heart Just Keeps On Breakin'
- 1973: Stoned Out of My Mind
- 1973: A Letter to Myself
- 1973: Homely Girl
- 1973: I Found Sunshine
- 1974: Too Good to Be Forgotten
- 1974: Homely Girl
- 1974: There Will Never Be Any Peace (Until God Is Seated at the Conference Table)
- 1974: You Got to Be the One
- 1974: Too Good to Be Forgotten
- 1975: Toby/That's How Long
- 1975: Have You Seen Her/Oh Girl
- 1975: It's Time for Love
- 1976: You Don't Have to Go
- 1983: Have You Seen Her
- 1983: Changing for You
- 1984: Stop What You're Doin'
- 1984: Gimme Whatcha Got
- 1985: Hard Act to Follow
- 1990: There's a Change
- 1997: Help Wanted (Heroes Are in Short Supply)
- 1998: Hold on to Your Dreams

### Albums
- 1969: Give It Away
- 1970: I Like Your Lovin' (Do You Like Mine?)
- 1971: (For God's Sake) Give More Power to the People
- 1972: The Chi-Lites Greatest Hits
- 1972: A Lonely Man
- 1973: Chi-Lites
- 1973: A Letter to Myself
- 1974: Half a Love
- 1974: Toby
- 1980: Heavenly Body
- 1982: Me and You
- 1983: Bottoms Up
- 1984: Steppin' Out
- 1990: Just Say You Love Me
- 1998: Help Wanted
- 2001: Low Key

### NPO Radio 2 Top 2000
Van The Chi-Lites stond alleen Have You Seen Her in 1999 in de NPO Radio 2 Top 2000, op plek 1943.